# جيد قالبرايث
جيد قالبرايث هو لاعب هوكي الجليد كندي، ولد في 2 مارس 1982 في هينتون ‏ في كندا.

## وصلات خارجية
- جيد قالبرايث على موقع EliteProspects.com (الإنجليزية)
- جيد قالبرايث على موقع Eurohockey.com (الإنجليزية)
- جيد قالبرايث على موقع HockeyDB.com (الإنجليزية)